# トウゴクサイシン
トウゴクサイシン（東国細辛、学名: Asarum tohokuense）は、ウマノスズクサ科カンアオイ属の多年草。

## 特徴
地上を這う茎の先から2個の葉をだす。葉柄は長さ3-16cmになる。葉質は薄く、葉身は長さ5-13cm、幅3-13cmになり、先端はとがり、葉脈に沿って短毛が生える。
花期は4-5月。茎先に1個の花をつける。花に花弁は無く、萼裂片が花弁状になる。萼筒は扁球形になり、長さ6.5-10.5mm、径10-15mm、萼筒の入口は広く、径5.5-11mmと萼筒径の半分以上になる。萼筒内壁は同属のウスバサイシン A. sieboldii のように全体が暗紫色にならず、白色や淡桃色で部分的に暗紫色になる。萼筒内壁に低く隆起した襞があり、15-21個ある。萼裂片は卵状三角形で長さ5-9.5mm、幅7-12mmになり、平開するかやや斜めに開き、表面に短毛がある。雄蕊は12個あり、花柱は6個ある。

## 分布と生育環境
日本固有種。本州の関東地方・中部地方の北部から東北地方に分布し、山地の落葉広葉樹林の林床に生育する。
従来、これらの地域に分布するカンアオイ属ウスバサイシン節の種は、ウスバサイシンとされてきたが、山路弘樹、中村輝子ら（2007年）の研究により、独立した種であるとわかり、新種として命名記載された。

## ギャラリー

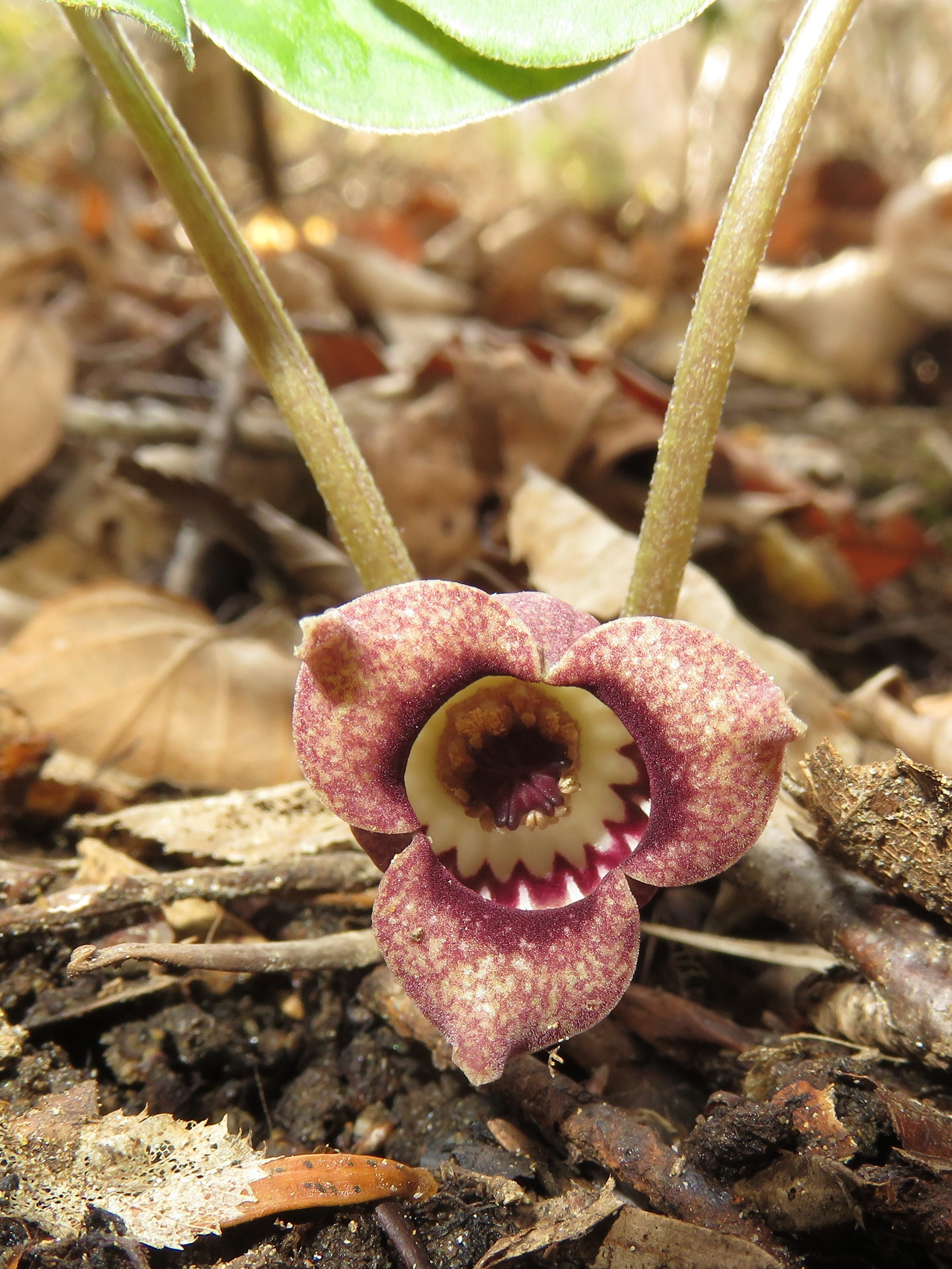
萼筒内壁は白色や淡桃色で部分的に暗紫色になる。
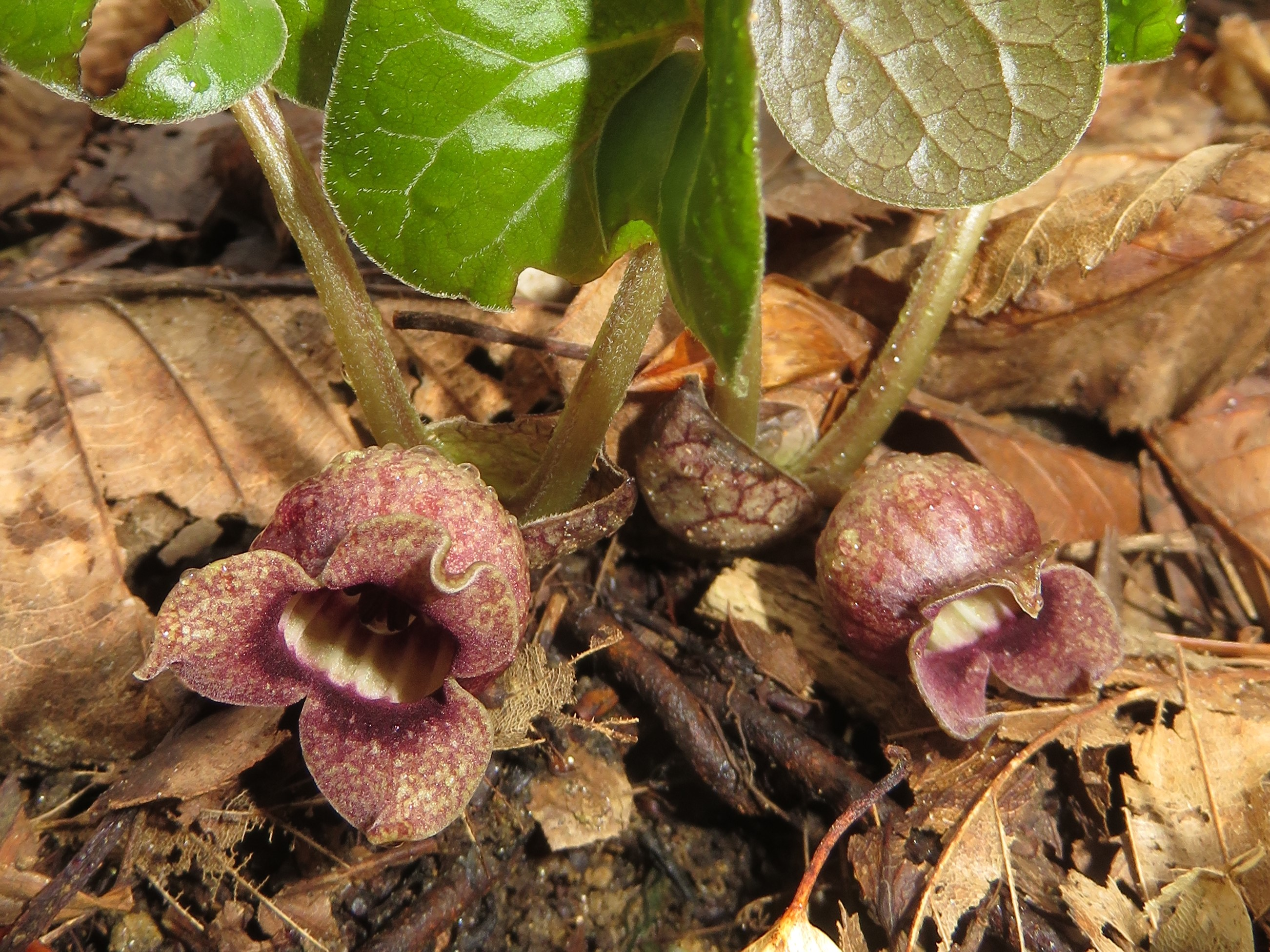
萼裂片は卵状三角形でやや斜めに開き、先は指先でつまんだようにとがる。
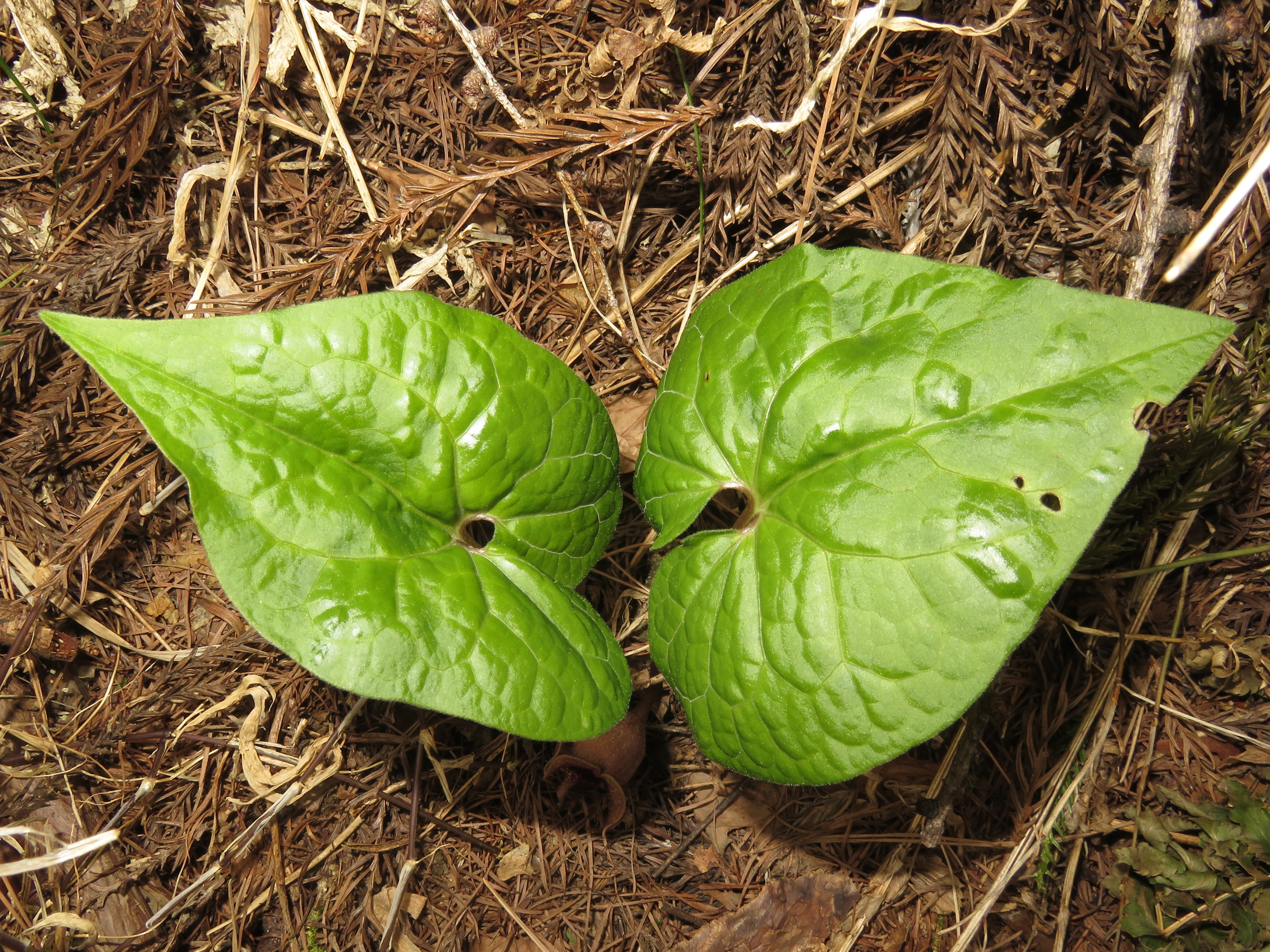
葉は卵形で、先端はとがり、基部は心形。葉脈に沿って毛が生える。